# Zodiac Watches
 For alternative betydninger, se Zodiac (flertydig). (Se også artikler, som begynder med Zodiac)
Zodiac Watches er en schweizisk mærke af ure, som fremstilles af Fossil, Inc. Selskabet blev grundlagt i 1882 i Le Locle.

## Historie
I 1882 etablerede Ariste Calame et værksted til urproduktion i Le Locle, Schweiz. Det oprindelige navn på formaet var Ariste Calame, men det blev senere ændret til Zodiac. Det blev brugt tidligt, men blev først registreret i 1908. Grundlæggerens søn, Louis Ariste Calame, blev sendt på urmagerskole, og begyndte i virksomheden i 1895.
Det første fladet lommeur blev sendt på markedet i 1928, og brugte det unikke Zodiac calibre 1617-værk. I 1930 designede og producerede firmaet det første automatiske sportsur, og de producerede Zodiac Autographic, der hurtigt blev populær. Sidstnævnte havde bl.a. selvoptræk med, krystalglas, selvlysende visere var vand- og chok-resistent. I 1953 introducerede Zodiac modellen Sea Wolf, der var verdens første specialfremstillede dykkerur.
Selskabet patenterede et kronesystem, og forbedrede urkassen til Super Sea Wolf, hvorved de kunne sikre at det var vandtæt ned til 750 m, til forskel fra forgængerens 200 m. Det blev bl.a. købt af United States Navy SEALs.

## Zodiac Killer
Den aldrig identificerede seriemorder, der var aktiv i det nordlige Californien i slutningen af 1960'erne og begyndelsen af 1970'erne blev kendt som Zodiac Killer efter han selv brugt dette navn i en serie af hånende breve, som han sendte til pressen, hvor han underskrev sig med Zodiac Watches symbol.
Urmodellen Zodiac Sea Wolf blev brugt i filmen Zodiac fra 2007, som blev instrueret af David Fincher og lavet på basis af Robert Graysmiths bog af samme navn. I både bogen og i filmen bliver Zodiac Sea Wolf båret af den mistænkte Arthur Leigh Allen, som bliver spillet af John Carroll Lynch i filmen.